# Dance Magazine
Dance Magazine è un'autorevole pubblicazione commerciale americana per la danza pubblicata da Macfadden Communications Group. Fu pubblicata per la prima volta nel giugno del 1927 come The American Dancer. William Como ne fu il caporedattore dal 1970 fino alla sua morte nel 1989. Wendy Perron ne divenne il caporedattore nel 2004. Dance Magazine ha più pubblicazioni secondarie, tra cui Pointe, Dance Spirit, Dance Teacher, Dance 212 e DanceU101. Dance Magazine è stata di proprietà della Macfadden Communications Group dal 2001 al 2016, quando è stata venduta a Frederic M. Seegal, un banchiere d'investimento presso la Peter J. Solomon Company.